# Mark Draper
Mark Andrew Draper (Long Eaton, 11 november 1970) is een Engels voormalig betaald voetballer die als controlerende middenvelder speelde. Hij won de League Cup in 1996 met Aston Villa en kwam drie keer in actie voor het Engels voetbalelftal onder 21. Draper beëindigde zijn loopbaan bij Southampton in 2003.

## Clubcarrière

### Notts County
Draper brak als jeugdspeler door bij Notts County, een club waarvoor hij uiteindelijk 222 competitiewedstrijden afwerkte. Hij was met Notts County actief in de Third Division, destijds de Engelse derde klasse maar later - na de invoering van de Premier League in 1992 - de vierde hoogste afdeling. Draper steeg tussen 1990 en 1991 met de club naar de First Division en kwam dus nog een seizoen uit in de hoogste klasse vóór het ontstaan van de Premier League, waarna de First Division vanaf dat ogenblik slechts de tweede hoogste divisie was. Notts County kon geen plaats afdwingen in de Premier League, aangezien de club een laagvlieger was in de First Division. Hij wordt weleens gezien als een van de laatste jonge Notts County-spelers die het waarmaakten in de Premier League.

### Leicester City
Draper verhuisde naar Leicester City in het seizoen 1994/1995. Leicester telde een som van € 4.880.000 neer, destijds een clubrecord. Hij speelde 39 competitiewedstrijden voor The Foxes, waarin hij vijf keer scoorde.

### Aston Villa
In de zomer van 1995 verkaste hij naar Aston Villa, waar hij met de League Cup zijn enige prijs won. In de finale van 1996 versloeg Villa overtuigend Leeds United met 3-0. Draper speelde net als zijn ploegmakkers de volledige wedstrijd. In het seizoen 1999/2000 bereikte Villa de finale van de FA Cup, maar daarin werd met 1-0 verloren van Chelsea. Draper zat niet in de selectie omdat hij dat seizoen zijn basisplaats was kwijtgespeeld onder manager John Gregory en dientengevolge werd verhuurd aan Rayo Vallecano.
Na dat seizoen zocht hij weer andere oorden op. In totaal verdedigde hij 120 keer de kleuren van The Villans in de Premier League en scoorde zeven keer.

### Southampton
In juli 2000 tekende Draper een contract bij Southampton, waar hij nog aan slechts 24 competitiewedstrijden en één doelpunt kwam in drie seizoenen. Southampton betaalde € 2.250.000 aan Aston Villa.
Draper beëindigde zijn carrière bij The Saints na het seizoen 2002/2003 op amper 32-jarige leeftijd, weliswaar niet wegens blessureleed.

## Erelijst
| Competitie  |             |             |
| Competitie  | Aantal      | Jaren       |
| Aston Villa | Aston Villa | Aston Villa |
| ----------- | ----------- | ----------- |
| League Cup  | 1×          | 1995/96     |